# Tsuga dumosa
Tsuga dumosa (тсуґа гімалайська) — вид хвойних рослин родини соснових.

## Поширення, екологія
Країни проживання: Бутан; Китай (Сичуань, Тибет, Юньнань); Індія (Ассам, Сіккім, Уттар-Прадеш); М'янма; Непал; В'єтнам. Росте в Гімалаях в поясі між 2600 м і 3200 м над рівнем моря, в широкому діапазоні середовищ існування, як правило, на альпійських літозолях. У Китаї найбільш поширена між 2200 м і 2800 м над рівнем моря, але від 1700 м і до 3500 м над рівнем моря в провінції Сичуань і Юньнань. Клімат вологий мусонний, з рясними опадами, вологий у Східних Гімалаях і Верхній Бірмі, де може випасти до 10 000 мм опадів на рік. Вид є майже постійним супутником інших хвойних, наприклад, Abies, Picea; Cedrus deodara в західних Гімалаях, і Larix griffithii в східних Гімалаях; вид особливо рясний на північних схилах, де він є найбільш тіньовитривалим деревом.

## Морфологія

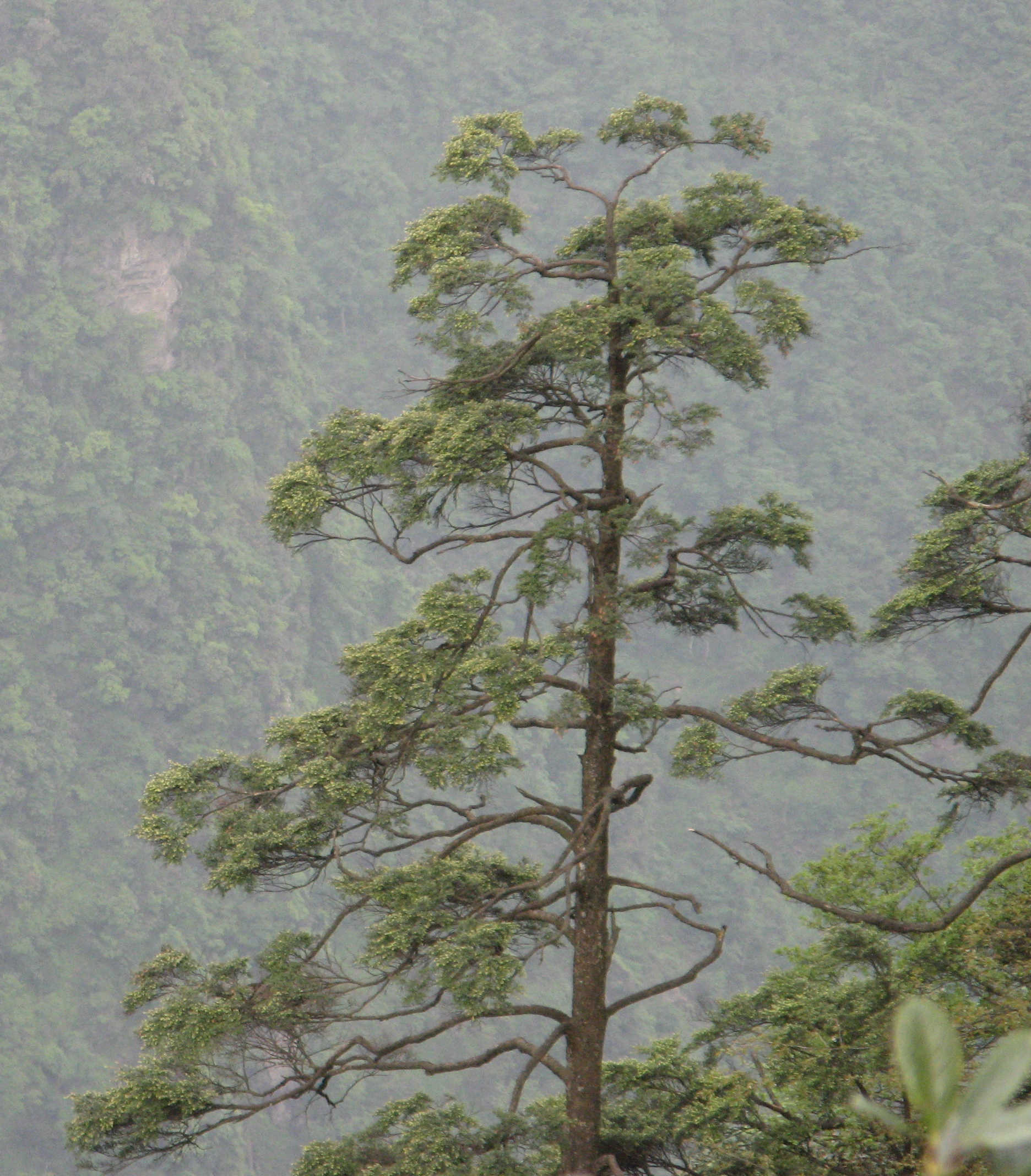
Дерево у Бутані

Дерево 20–25(40) м у висоту і 40–50(100) см діаметром. Кора сірувато-коричнева, тріщинувата. Гілки косі або горизонталі; Крона пірамідальна. Листи розташовані по спіралі по гіллях, лінійні, 10–25 мм завдовжки і 2–2,5 мм шириною, тупі або округлі, рідко виїмчасті, верхня поверхня зелена і блискуча, нижня поверхня з 2 широких смугами. Чоловічі шишки кулясті, поодинокі й пахвові, зелено-жовтий пиляки без повітряного мішка. Жіночі шишки кругло-яйцеподібні, поодинокі. Насіння довжиною 9 мм, яйцеподібне, коричневе. Цвіте у квітні-травні, плодоносить у жовтні-листопаді.

## Використання
Деревина має певне значення на місцях, але на думку індійських лісників, цінується нижче декількох інших хвойних. Деревина може бути розділена на черепиці і разом з корою традиційно використовується в покрівлі дерев'яних будинків. Листя іноді спалюють, як фіміам в буддійських релігійних святинях. Цей вид був введений в Європі (Англія) в 1838 році. Його насадження зазвичай обмежуються дендраріями і ботанічними садами з живими колекціями хвойних в регіонах з м'якою зимою і рясними опадами.

## Загрози та охорона
Загрожує експлуатації в частинах ареалу (наприклад, у В'єтнамі і в деяких частинах Китаю), але вид має такий широкий ареал і велику чисельність, що це не вважається серйозною загрозою. У В'єтнамі цей вид, як відомо, живе в Національному Парку Хоанг Льен, і, ймовірно, в багатьох інших охоронних територіях по всьому великому ареалу.